# Хэппи Энд
«Хэппи Энд» (рум. Happy End) — ныне несуществующий молдавский футбольный клуб из Каменки. Был основан 25 июня 1999 года, в сезоне 2001/02 года выступал в Национальном дивизионе, в 2002 году прекратил своё существование.

## История
В сезоне 1999/00 года команда «Хэппи Энд» дебютировала в группе «Север» Дивизиона «Б» Молдовы. По итогам сезона клуб занял первое место, имея в активе 61 очко, это дало право команде на следующий год играть в Дивизионе «А». В первый же год во втором по силе дивизионе страны команда из Каменки заняла второе место и поднялась в Национальный дивизион. В высшей футбольной лиге сезона 2001/02 клуб удержаться не смог — «Хэппи Энд» занял последнюю строчку в турнирной таблице, имея в активе лишь 15 очков. В конце сезона клуб прекратил своё существование.

## Достижения
- Победитель Дивизиона «Б» (группа Nord) (1): 1999/00
- Второе место в Дивизионе «А» (1): 2000/01